# Romain Rolland
Romain Rolland (født 29. januar 1866 i Clamecy, Nièvre, død 30. december 1944 i Vézelay, Yonne) var en fransk forfatter og dramatiker.
Rolland blev særligt kendt for Jean-Christophe (1904-1912), der var en roman i ti bind om en tysk musiker. Senere skrev han endnu en romancyklus, L'Âme enchantée (1922-33). Begge værker er udgivet på dansk. 
I 1915 modtog han Nobelprisen i litteratur som anerkendelse for den idealisme, der kendetegner hans litterære produktion. 

## Anerkendelser
- 1905: Prix Femina